# Mido (futebolista)
Ahmed Hossam Hussein Abdel Hamid, mais conhecido apenas como Mido (em árabe, احمد حسام حسين عبد الحميد‎) - ميدو (Cairo, 23 de fevereiro de 1983), é um treinador e ex-futebolista egípcio que atuava como centroavante. Atualmente está sem clube.

## Carreira como jogador

### Clubes
Foi um centroavante com forte chute, bastante técnica, bom drible e excelente visão de jogo. Revelado pelo Zamalek, do Egito, passou por importantes times da Europa, como Roma, Ajax, Tottenham e Olympique de Marseille.

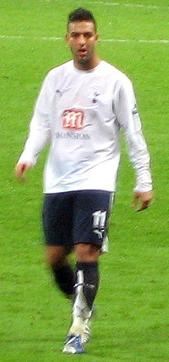
Mido em 2010

Após ser contratado pelo Middlesbrough em 2007, em 2009 foi emprestado ao Wigan. Ainda em 2009 voltou a jogar em seu país, acertando no dia 31 de julho seu retorno ao Zamalek.
Em 2010 atuou pelo West Ham e teve uma breve passagem pelo Ajax. Em 2011 acertou sua terceira passagem pelo Zamalek, onde atuou por duas temporadas.
Aposentou-se em 2013, com apenas 30 anos, após uma curtíssima passagem pelo Barnsley.

### Seleção Nacional
Mido representou a Seleção Egípcia no Campeonato Africano das Nações de 2002, 2004 e 2006, sendo campeão nesta última edição.

## Carreira como treinador
Iniciou sua carreira de treinador no Egito, onde comandou o Zamalek, depois o Ismaily e retornou ao Zamalek, onde ficou por pouco tempo. Depois passou por Wadi Degla, Al Wehda e Misr Lel Makkasa.

## Títulos

### Como jogador
Zamalek
- Recopa Africana: 2000

Ajax
- Eredivisie: 2001–02 e 2010–11
- Copa dos Países Baixos: 2001–02
- Supercopa dos Países Baixos: 2002

Seleção Egípcia
- Campeonato Africano das Nações: 2006

Prêmios individuais
- Chuteira de Ébano da Bélgica: 2001
- Jogador Jovem do Ano da Liga Belga: 2000–01
- Jovem Futebolista Egípcio do Ano: 2000–01
- Jovem Jogador Africano do Ano: 2001–02

### Como treinador
Zamalek
- Copa do Egito: 2014